# Bacanal (Museo Pushkin)
Bacanal es una obra pictórica realizada en óleo sobre tela, producto de la colaboración de los pintores italianos Alessandro Magnasco y Clemente Spera. Su fecha de ejecución se sitúa entre 1720 y 1730 y sus dimensiones son 112 x 176 cm. Se conserva en el Museo Pushkin de Moscú, en Rusia.

## Historia
En 1745 esta obra se encontraba en Praga, junto con otras tres atribuidas al mismo autor. Las cuatro fueron propiedad de Iván Ivánovich Shuválov hasta que en 1764 fueron compradas por la zarina Catalina II de Rusia.

## Descripción
En esta obra Alessandro Magnasco trata un tema de mitología griega muy habitual en la historia de la pintura, una bacanal. Sin embargo, el dios Baco, que en la mayoría de obras de arte suele presidir estos encuentros festivos, no tiene protagonismo en la obra de Magnasco.
La escena, ejecutada con la habitual pincelada nerviosa, vibrante y llena de movimiento, de Magnasco, transcurre en un paisaje dominado por un gran templo en ruinas —estructura arquitectónica que fue pintada por Clemente Spera—, al atardecer. En las ruinas del templo Magnasco pintó multitud de estatuas y otros objetos como instrumentos musicales. Se ha destacado la maestría en la representación de la luminosidad del cielo, realizada a través de tonos anaranjados en las nubes. En la parte izquierda del cuadro varios personajes —sátiros y ninfas— danzan al ritmo de la música, mientras en la parte derecha los personajes aparecen bebiendo vino o disfrutando de otros placeres.

## Otras versiones
Se conservan otras versiones de esta obra en el Museo del Hermitage de San Petersburgo y en el Museo Getty de Los Ángeles. También están muy relacionadas con esta obra una composición que se encuentra en una colección de Génova, otras dos de una colección privada y un boceto del Museo Ringling de Sarasota.